# Naa (Ochamchire)
Naa (en georgiano: ნაა; en abjasio: Наа) es una aldea que pertenece a la parcialmente reconocida República de Abjasia, dentro del distrito de Ochamchire, aunque de iure es parte del municipio de Ochamchire de la República Autónoma de Abjasia de Georgia.

## Toponimia
El lugar se conocía como Somjuri Naa (en georgiano: სომხური ნაა, lit. 'Naa armenio') hasta 1948.

## Geografía
Naa se encuentra en la orilla izquierda del río Kodori, a 40 km de Ochamchire. Las aldea se administra desde el pueblo de Somjuri Atara.  